# Farkasházy Miklós
Farkasházy/Farkasházi Miklós (Budapest, 1895. január 22. – Budapest, 1964. június 12.) magyar festő- és grafikusművész, iparművész.

## Életpályája
Művészeti tanulmányait Budapesten kezdte. Nemes Marcell ösztönzésére Münchenbe ment, ahol grafikai munkákkal foglalkozott. Első mestere: Vesztróczy Manó (1875–1955) volt. 1916-tól volt kiállító művész. Az 1920-as években Németországban nagy sikereket ért el plakátjaival, könyvterveivel. Az 1930-as években feleségével szabadalmaztatta találmányukat, a fadofitot, azaz a színes kőfestményt.
A Képzőművészek Új Társasága tagja volt, részt vett a művészcsoport tárlatain is.

## Családja
Szülei: Farkasházi Győző és Hatschik Jozefa voltak. 1947-ben, Budapesten házasságot kötött Donner Gertrúddal.
Sírja a Farkasréti izraelita temetőben található.

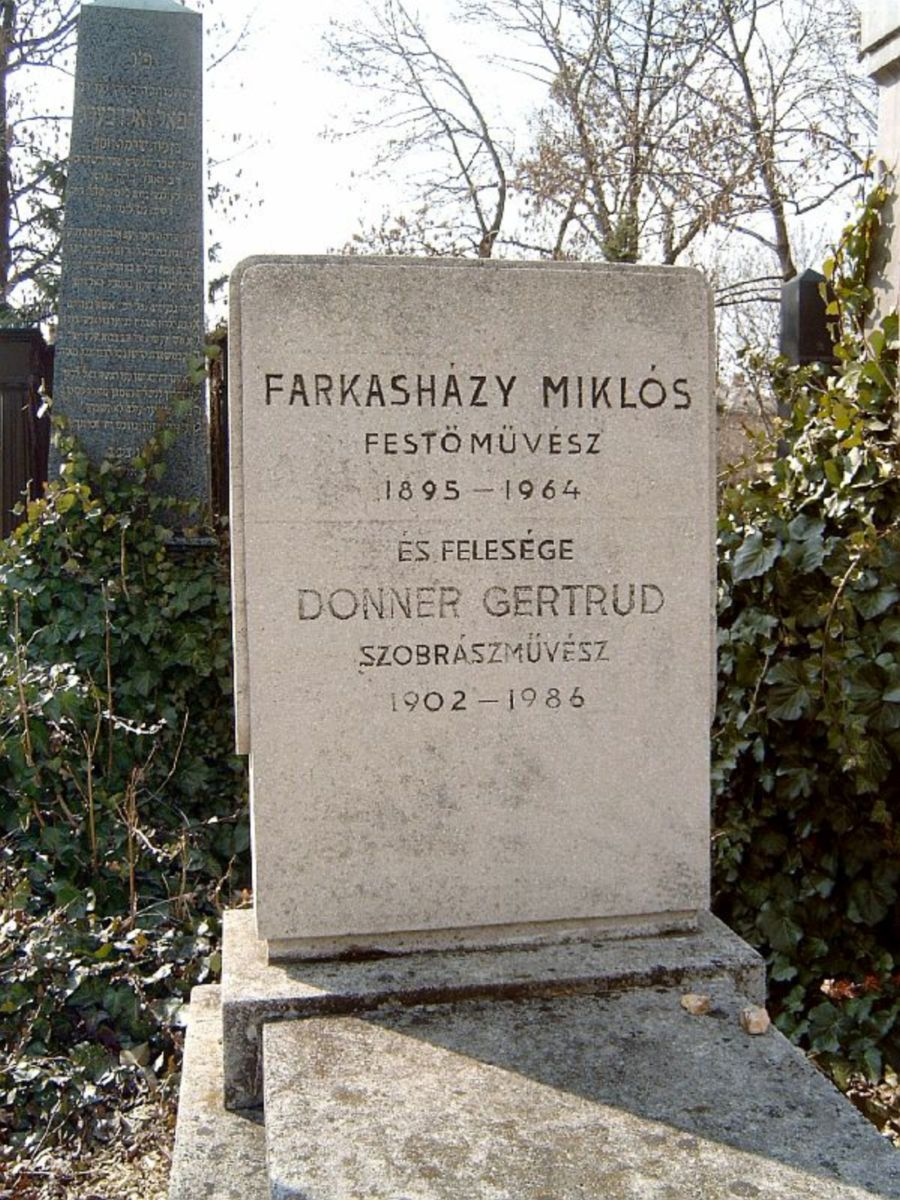
Sírja a Farkasréti izraelita temetőben, 2007-ben

## Művei
- Figurák egy fa alatt
- Maszktorony
- Városrészlet
- Padon
- Kilátóban
- Kompozíció
- Margitsziget
- Vízparti táj (Balaton)
- Csendélet
- Falurészlet
- Őszi csendélet
- Ház fák között
- Építkezés 1978
- 3-as kompozíció
- Lila-sárga kompozíció
- Kertrészlet
- Kompozíció alakokkal
- 20 linó mappában
- Lenyugvó nap
- Kardvirágok
- Hazafelé
- Tulipánok
- Mennybemenetel
- Trúdi olasz tájban
- Virágcsendélet háttérben a művészzel
- Hegyi beszéd
- Munkások
- Asszonyok
- Távoli Duna
- Újságolvasók
- Családi idill
- Teázó nő
- Vásár
- Város
- Budai hegyek között
- Kertben
- Fiatal lány
- Műtermi csendélet
- Csendes táj
- Színpompás fák alatt
- Enteriőr lila fotellal
- Műtermi akt
- Kirakat
- Absztrakt kompozíció
- Siófoki sétány
- Műtermi csendélet körül
- Piros tetejű házak
- Velence
- Parasztudvar
- Dombos táj
- Balatoni táj
- Kútfúrók
- Virágcsendélet
- Kilátás a völgyre
- Dunaparton
- Beszélgetők
- Úton
- Birkanyáj
- Zöldalmás csendélet
- Itáliai táj
- Asszonyok
- Firenze
- Nagyvárosi forgatag
- Pihenő
- Strandolók
- Erdő szélén
- Erdei szieszta
- Kikötő
- Téli utcarészlet
- A család
- Otthon felülnézetben
- Felvidéken
- Domboldal
- Szieszta

## Kiállításai
- 1916, 1933, 1945-1946, 1995, 2003 Budapest
- 1922 München
- 1926 Drezda, Hamburg, Lipcse
- 1928 Köln, Zürich
- 1930 Frankfurt am Main, Zsolna
- 1931 Párizs
- 1989 San Francisco

## Díjai
- Nemes Marcell-díj (1922)[6]